# Edwardsia meridionalis
Edwardsia meridionalis is een zeeanemonensoort uit de familie Edwardsiidae.
Edwardsia meridionalis is voor het eerst wetenschappelijk beschreven door Williams in 1981.